# Ängelsberg
Ängelsberg  udtale ? er en småort i Fagersta kommun i Västmanlands län i Sverige. Byen ligger ved søen Åmänningen sydøst for Fagersta. Stationsbebyggelsen Ängelsberg indgår i Ekomuseum Bergslagen.
Bebyggelsen ligger langs med jernbanelinjen Bergslagspendeln, som blev bygget af Stockholm-Västerås-Bergslagens Järnvägar. Nord for bebyggelsen ligger verdensarven Engelsbergs bruk, og umiddelbart vest for byen ligger Oljeön i Åmänningen. På Oljeön findes et tidligere olieraffinaderi, som i slutningen af 1800-tallet var et af verdens største af sin art.
Langs med Snytenån, mellem bebyggelsen og jernværket, ligger Skulpturparken Ängelsberg med permanente skulpturer og en i sommerhalvåret udvidet udstilling.

## Historie
I Dunshammar, et par kilometer syd for Ängelsberg, findes levn efter mennesker som boede her for cirka 1500 år siden og som udvandt jern af sømalm i blæseovne.
Ängelsberg hed tidligere Englikobenning og blev formentlig grundlagt af Engelbrekt Engelbrektssons farfar Englike Engelbrektsson. I løbet af 1500-tallet lå der ved åen mellem Snyten og Åmänningen et jernværk, tre smedjer og en mølle. Ängelsberg var mineværk frem til at Per Larsson Höök i 1681 gjorde sig til ejer af værket og lod Engelsbergs bruk anlægge.
Byen var ganske sparsomt bebygget frem til 1901, hvor jernbanen Ludvika-Stockholm stod færdig. I de efterfølgende år blev størstedelen af stationsbebyggelsens villaer med tårne opført. Pensionatet Furuborg blev også opført på dette tidspunkt. I starten af 1900-tallet var Ängelsberg et populært rejsemål for velhavende stockholmere.
Umiddelbart syd for Engelsbergs bruk anlagdes omkring år 1900 en dampsav. Savværket var først ejet af Barkens Sågverks AB, og senere af Avesta Jernverks AB. Virksomheden ophørte i 1952 og i dag eksisterer kun maskinhuset og en arbejderbolig stadigvæk.
Omkring år 1900 lå der i Ängelsberg en kunstnerkoloni grundlagt af Olof Arborelius. I løbet af 30 år boede han i længere perioder som gæst på Ängelsbergs herregård, hvor også andre kunstnere var indbudt.
I starten af august 2014 blev byen evakueret i forbindelse med skovbranden i Västmanland.

## Bebyggelsen
Isak Gustaf Clason har tegnet villaerne Ulvaklev og Hvilan i Ängelsberg samt Villa Odensnäs i Västervåla umiddelbart syd for byen. Stationshuset fra år 1900 er tegnet af Erik Lallerstedt.

## Billeder
- Villa Ulvaklev, tegnet af Isak Gustaf Clason
- Villa Hvilan, tegnet af Isak Gustaf Clason
- Odensnäs, tegnet af Isak Gustaf Clason
- Det gamle stationshus fra 1876
- Ängelsbergs pensionat, fra 1905-07